# Benedictine College
Il Benedictine College è un'università privata di indirizzo cattolico con sede a Atchison , nello stato americano del Kansas.
È sorto nel 1971 dall'unione del Saint Benedict's College, maschile, fondato nel 1858 dai monaci benedettini della congregazione americana cassinese, con il Mount Saint Scholastica College, femminile, fondato nel 1923 dalle suore benedettine di Santa Scolastica.